# Harding Nana
Harding Ngueyep Nana (ur. 17 stycznia 1981 w Douala, Kamerun) – kameruński koszykarz, obecnie zawodnik greckiego Swiss Central.
W 2011 roku został wybrany MVP Meczu Gwiazd PLK.

## Osiągnięcia
Stan na 10 stycznia 2020, na podstawie, o ile nie zaznaczono inaczej.
NCAA
- Zaliczony do I składu konferencji Colonial Athletic Association (CAA – 2005, 2006)
- Lider konferencji CAA w średniej zdobytych[3]:
  - punktów (2005)
  - zbiórek 2005, 2006)

Drużynowe
- Wicemistrz Polski (2008)
- 1/4 Pucharu ULEB (2008)
- Brązowy medalista mistrzostw Danii (2017)
- Finalista Pucharu Polski (2010)

Indywidualne
- MVP:
  - meczu gwiazd PLK (2011)
  - 17 kolejki ligi greckiej (2011/12)
- Uczestnik: 
  - meczu gwiazd PLK (2007, 2010, 2011)
  - konkurs wsadów PLK (2010)
- Lider play-off PLK w średniej przechwytów (2010)[4]

Reprezentacja
- Uczestnik Afrobasketu (2009 – 4. miejsce, 2015 – 9. miejsce)

## Statystyki podczas występów w PLK
- Sezon 2006/2007 (Polpak Świecie): 27 meczów (średnio 14,3 punktu oraz 7,6 zbiórki w ciągu 30,3 minuty)
- Sezon 2007/2008 (Turów Zgorzelec): 27 meczów (średnio 3,4 punktu oraz 2,1 zbiórki w ciągu 8,1 minuty)